# Printley
Printley är ett svenskt tryckeri i Farsta, Stockholm som är ett av Sveriges största kombinationstryckerier. Dvs kombinerar digital produktion med både offset och screentryck. Huvuddelen av produktionsmetoderna är i XXL-format. Omsättningen är drygt 200 miljoner kronor.
Printley levererar tryckta informationsbärare till butikskedjor i hela världen, stortavlor för utomhusbruk, trafikreklam samt mindre trycksaker av olika slag.